# Tanc de combustible conformable

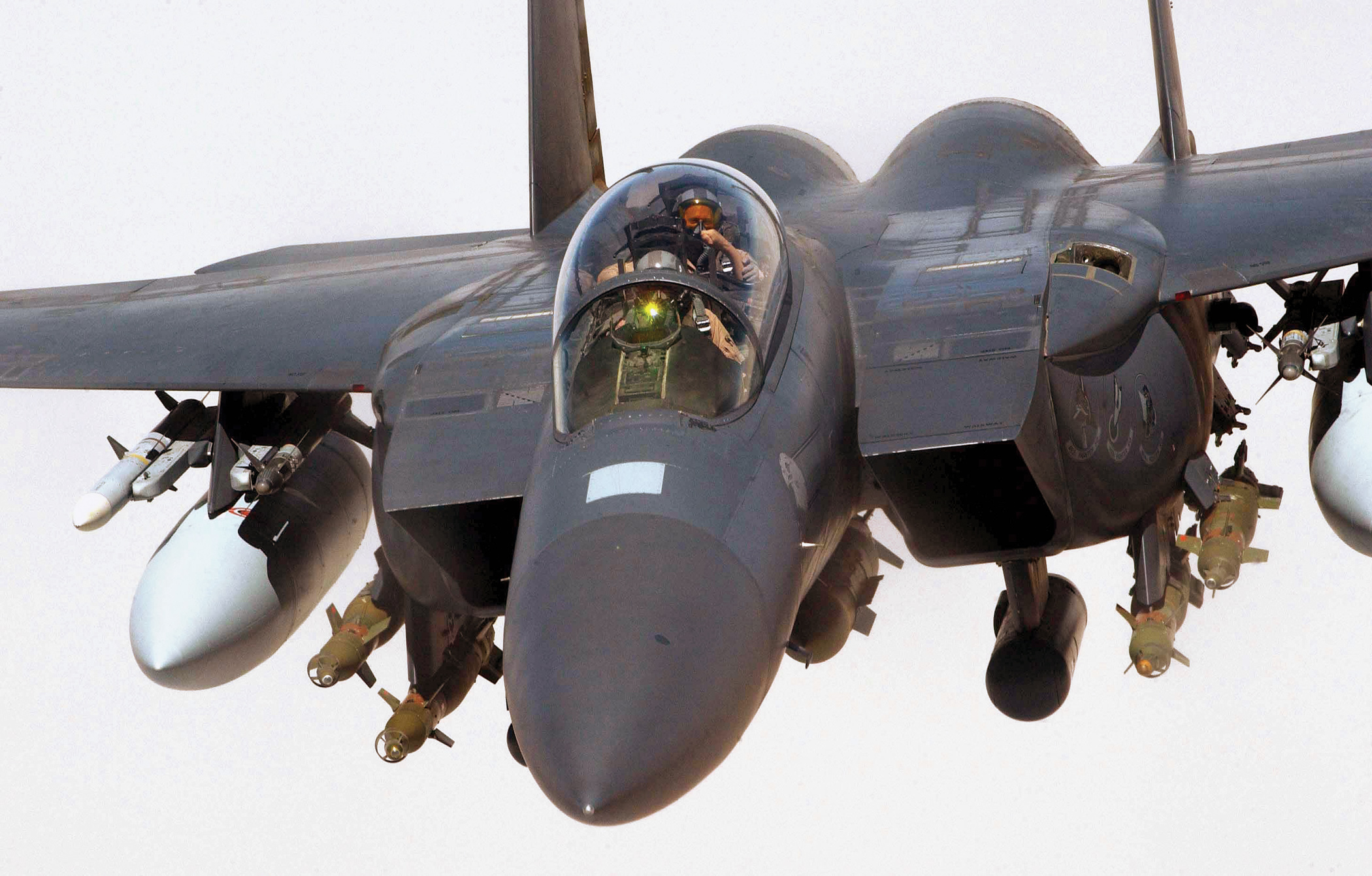
Un F-15I Strike Eagle equipat amb tancs de combustible conformables sota els encast alars.

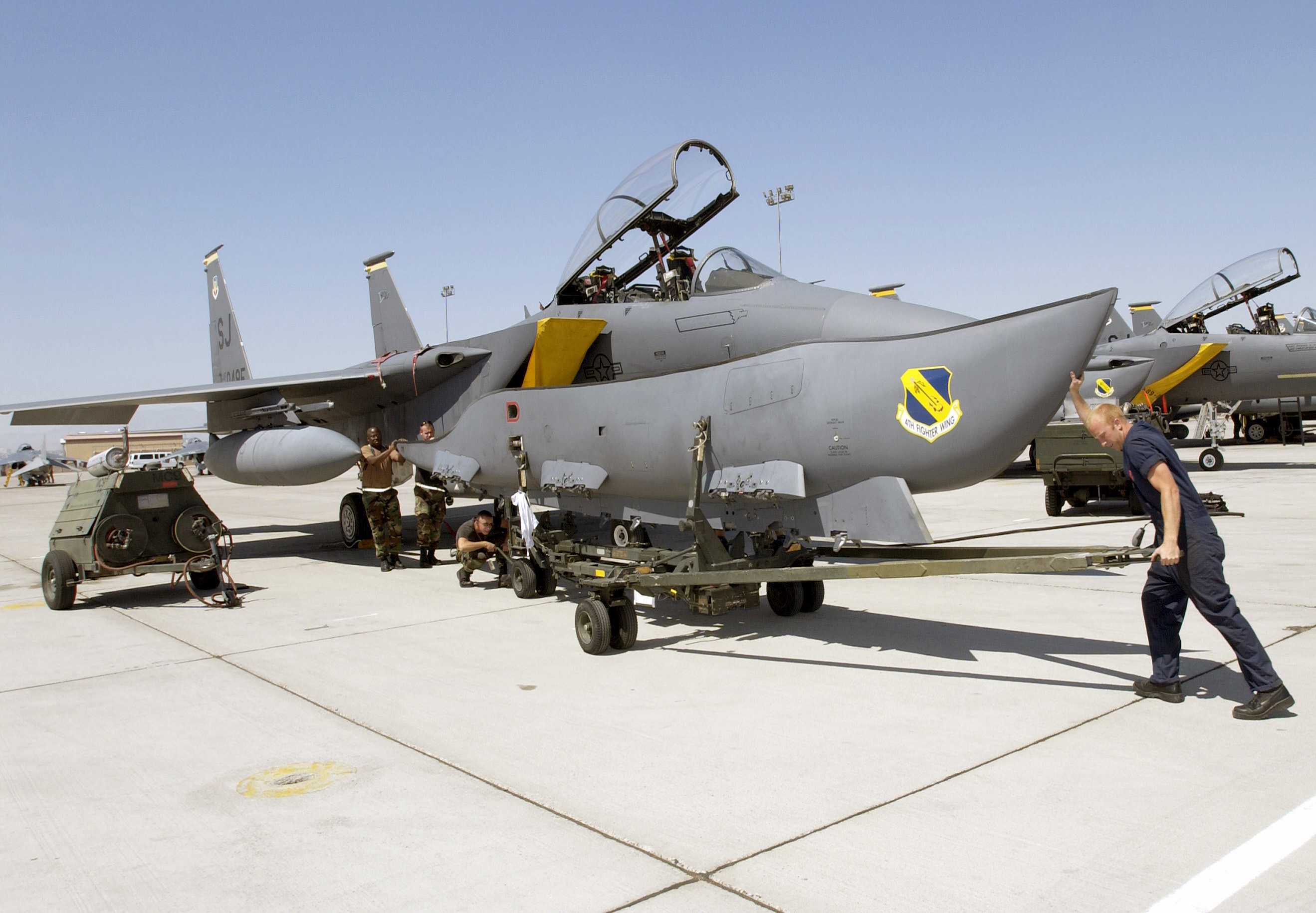
CFT sent retirats d'un F-15I.

Els tancs de combustible conformables, també coneguts per les seves sigles en anglès CFT (Conformal Fuel Tanks), són tancs de combustible suplementaris que van encastats al perfil d'una aeronau per augmentar el seu abast en vol i que provoquen poca pèrdua aerodinàmica comparat amb els tancs externs convencionals.
Els tancs conformables tenen un desavantatge, al contrari que els tancs externs, no es poden rebutjar un cop estiguin buits. Això és degut al fet que els tancs conformables estan acoblats mitjançant "fontaneria" a l'aeronau, i només poden ser llevats en terra. D'aquesta manera, quan els CFT estan buits, l'aeronau continua patint la mateixa penalització aerodinàmica sense cap benefici. No obstant això, un avió amb CFT pot portar tota la càrrega d'armes i dues CFT de 1.500 litres, mentre que un avió sense CFT ha de sacrificar almenys dos pilones d'armes per portar tancs externs, reduint o l'abast o la càrrega d'armes.
Altres avantatges dels CFT són que no incrementa de manera significativa la secció radar equivalent de l'avió, i que permeten una major velocitat màxima que els tancs externs.

## Exemples

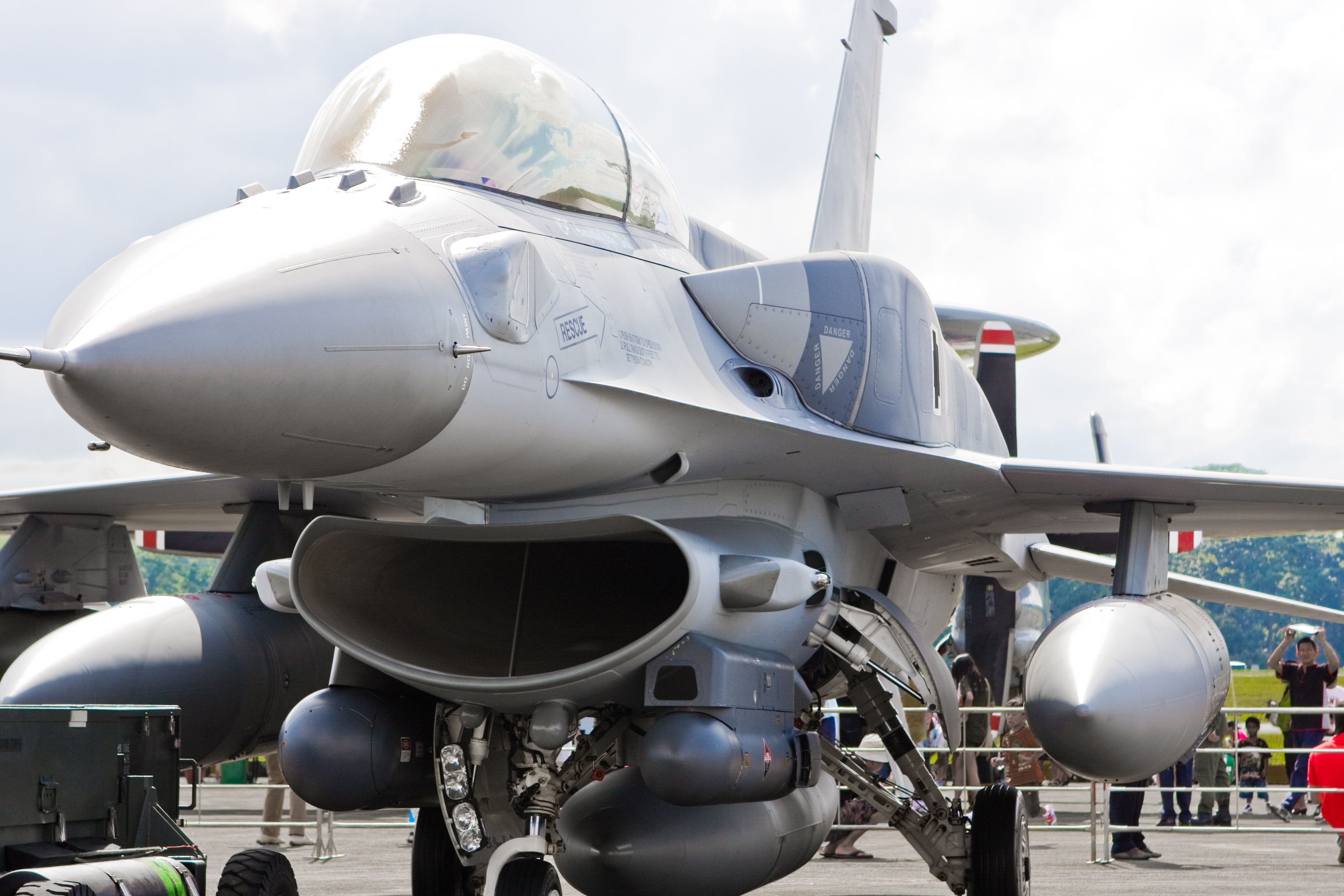
Un F-16D Bloc 52 amb tancs de combustible conformables.

- F-15 Eagle / F-15I Strike Eagle : El F-15C va entrar en servei amb capacitat per a muntar CFT. Inicialment coneguts com a paquets FAST ( Fuel and Sensor Tactical ), cada unitat portava 3.214 litres de combustible addicionals i van ser provats per primera vegada en l'F-15B el 1974. Actualment només els F-15C/D israelians usen regularment els CFT. D'altra banda tots els F-15I nord-americans, i les seves variants d'exportació del Strike Eagle com els models d'Israel i de Singapur, estan proveïts de CFT i requereixen modificació per a volar sense ells. El paquet FAST originalment va ser pensat per portar un sistema de sensors infrarojos per a adquisició d'objectius i navegació (d'aquí el seu nom " Fuel And Sensor "), però, el F-15 en el seu lloc va començar a utilitzar els pods LANTIRN per a les missions d'atac a terra.
- F-16 Fighting Falcon : Els avions exportats a Grècia, Israel, Polònia, Singapur i Emirats Àrabs Units estan adaptats per a porta dues CFT, cada un capaç d'emmagatzemar 1.701 litres de combustible.
- Dassault Rafale :[1] Provats per primera vegada per Dassault l'abril de 2001, dos CFT de 1.150 litres.
- Eurofighter Typhoon :[2] Provats en el túnel de vent per BAE, dos CFT de 1.500 litres.
- English Electric Lightning [3]
- Gloster Javelin [4]
- Gloster Meteor [5]
- Shenyang J-6 [6]
- Nanchang Q-5[7]